# Belfegorov broj
Belfegorov broj palindromski je prosti broj 1 000 000 000 000 066 600 000 000 000 001 (1030 + 666 × 1014 + 1). Broj ima iste znamenke s obje strane te je djeljiv samo sa samim sobom i brojem jedan. Smatra se "zlim brojem" jer se u sredini nalazi broj 666 omeđen s trinaest nula i jedinicom te ima 31 znamenku (što je obrnuto 13).
Ovaj broj dobio je ime po jednom od Sedam Prinčeva Pakla, Belfegoru (Belphegor). Smatra se da je on ljudima omogućio da izumljuju i otkrivaju nove stvari. Američki pisac Clifford A. Pickover ovaj je broj nazvao "Belphegor's prime".

## Vanjske poveznice
- Belphegor's Prime: 1000000000000066600000000000001 Clifforda Pickovera
- Belphegors's Prime and the Belphegor's numbers sequence (A232449) kod "The On-Line Encyclopedia of Integer Sequences"